# 天恩宮

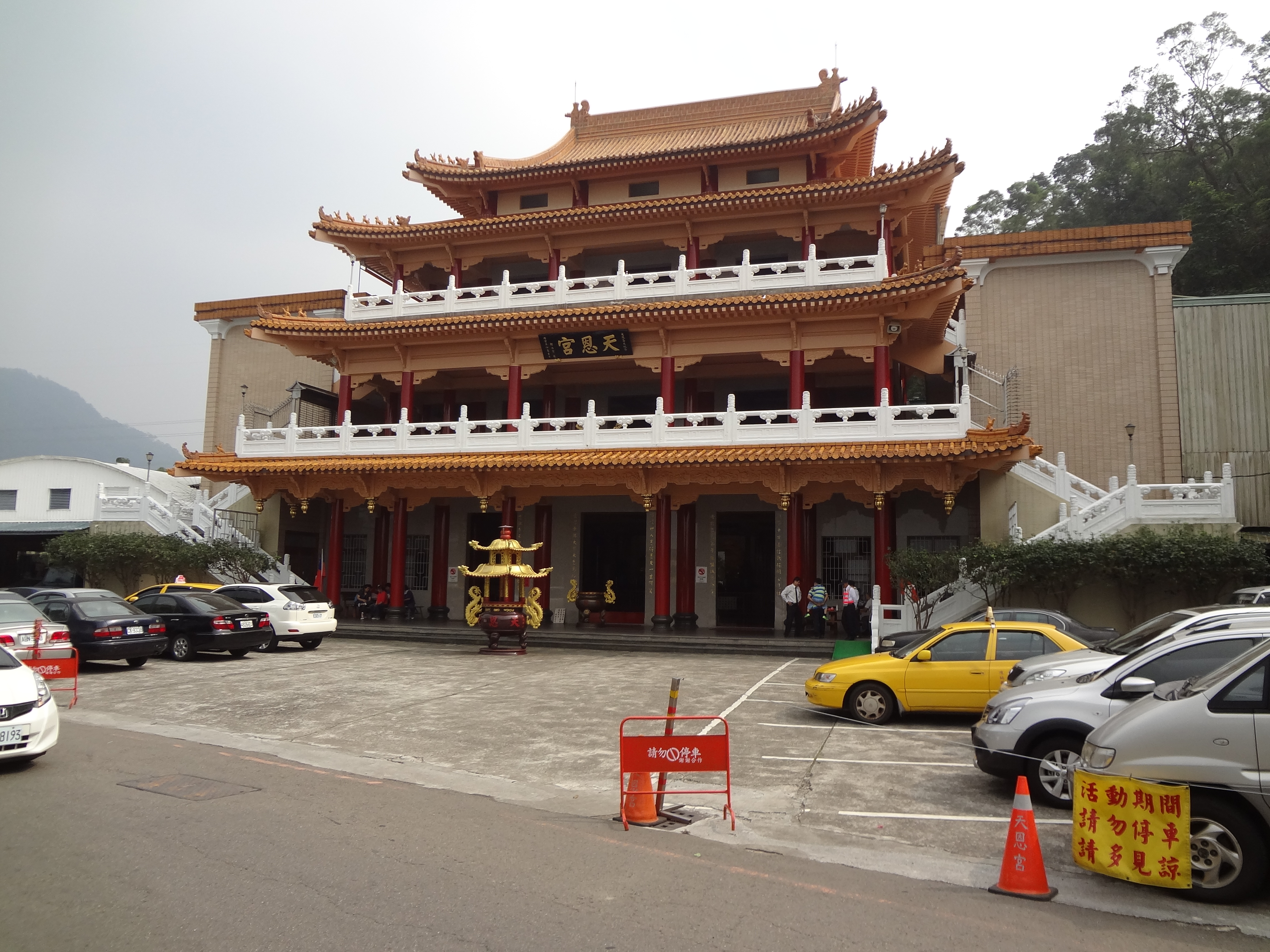
天恩宮

天恩宮為台灣台北市文山區主祀彌勒佛之一貫道廟宇佛堂，隸屬於發一組天恩單位（發一天恩）。該建物為興建於1984年之仿古廟宇建築，由游承興建築師設計，位於臺北市文山區指南路三段38巷37之2號。另外，該廟宇的組織型態為管理委員會制，祭典日期是每年農曆十一月十五。